# Литература Великой Моравии
Литература Великой Моравии (или «Кирилло-мефодиевская» литература) — литература Великой Моравии IX века. Основоположниками великоморавской литературы являются Кирилл и Мефодий. Создавалась на старославянском языке, тексты записывались глаголицей. Являлась преимущественно религиозной.

## История

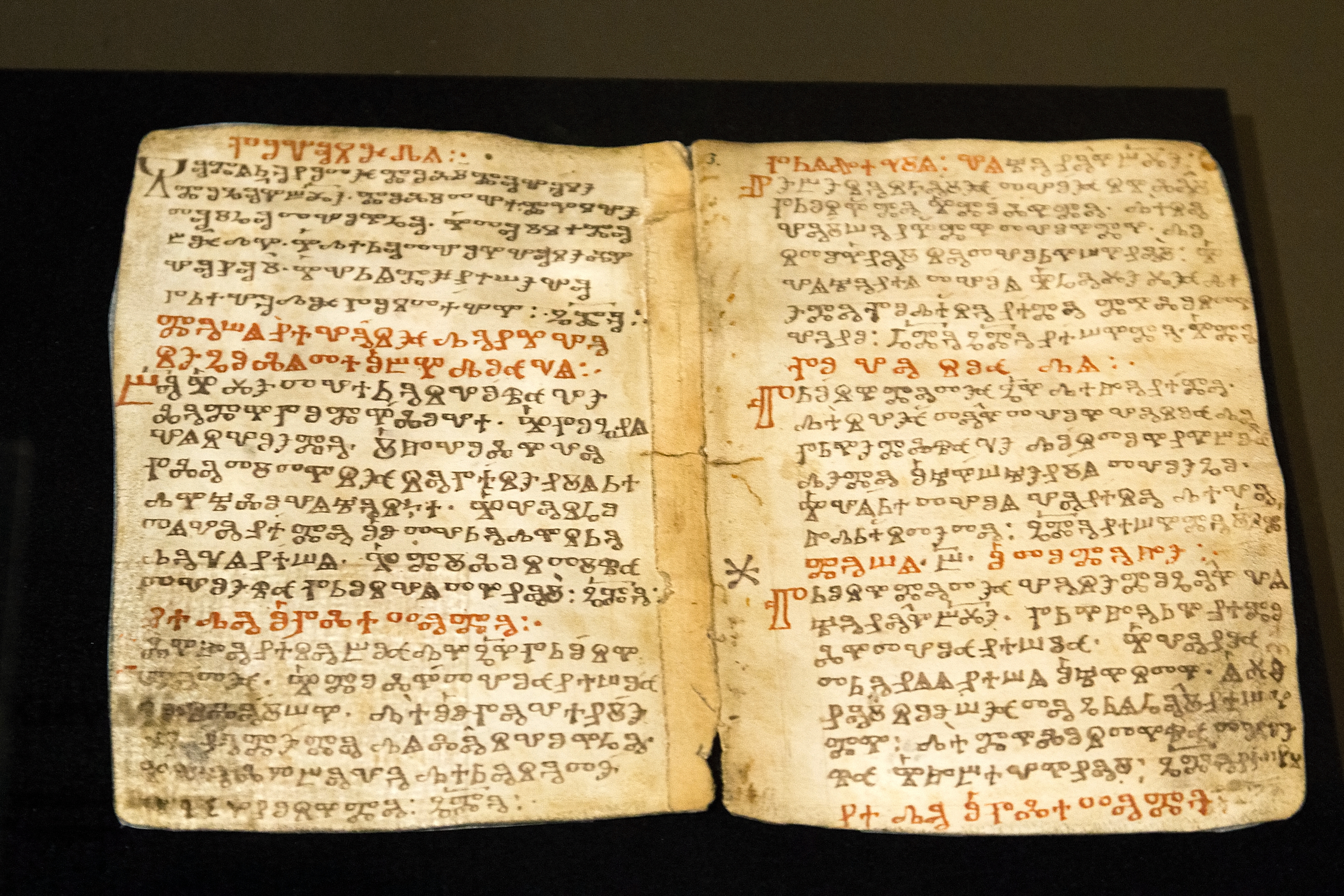
Киевские глаголические листки

Появление переводной и оригинальной литературы на славянском языке в Великой Моравии было связано с деятельностью Кирилла и Мефодия в IX веке. Братьям исследователи приписывают авторство двух проповедей — «Фрейзингенских отрывков» и «Клоцова сборника» X—XI веков. Творчеству Кирилла, вероятно, принадлежит и «Проглас» — один из первых памятников поэзии на славянском языке, представлявший собой введение к евангелию из 110 оригинальных стихов. Этот памятник обращён к «народам Словенским», которые, узнав «слово», пробудятся и придут к райскому блаженству. Первый значительный памятник прозы на славянском языке — «Житие Константина» содержит полемические тексты Кирилла-Константина, которые заканчиваются выступлением Константина против противников славянской письменности. Таким образом, немецкие и латинские священники приравнивались к еретикам и противникам христианства. «Житие Мефодия» рассказывает о почтении, которое герою оказывали император Византии, король франков и папа Римский. Житие показывало несостоятельность обвинений в правоверности Мефодия из-за проповеди на славянском языке со стороны немецких священников. Литература Великой Моравии оказала влияние на формирование древнечешской литературы и через учеников Кирилла и Мефодия — на древнеболгарскую литературу.
Переводная литература включала памятники права — «Закон судный людем», «Номоканон», «Заповеди святых отцов»; памятники религиозного содержания — книги Нового завета и Псалтырь, молитвы, проповеди, литургические тексты, жития святых и другие. В Моравии были переведены недостающие части евангелий, переведённых ранее на славянский язык. Практика литургии в Великой Моравии освещена в таких памятниках, как «Синайский требник» XI века, «Киевские листки» X века, «Венские листки» XI—XII веков, канон мессы в хорватских служебниках XIV века. Оригиналы рукописей великоморавской литературы не сохранились. В конце IX века славянский язык в богослужении Великой Моравии был вытеснен латынью.
Оригинальная литература была представлена рядом гимнографических сочинений славянских первоучителей и их учеников. В первые годы моравской миссии на славянский язык была переведена написанная изначально Кириллом по-гречески служба на обретение и перенесение мощей папы Климента. Именно это сочинение первоучителя упоминается Анастасием Библиотекарем в послании к епископу Гаудериху. Во второй половине 1970-х гг. С. Кожухаровым и Г. Поповым были открыты древнейшие славянские гимнографические сочинения, снабжённые акростихами с именами Константина Преславского и Климента и Наума Охридских. Самым поздним гимнографическим текстом, написанным учениками солунских братьев и связанным с Великой Моравией, является служба Мефодию, созданная ок. 885—886 гг.
К оригинальной литературе этого периода также относятся памятники церковного красноречия. Первый из них — небольшое по объёму анонимное слово на память священномученика Иринея. Второй памятник — пространное торжественное слово, посвящённое Богоматери; в заглавии единственного сохранившегося списка ранней редакции конца XV в. в качестве автора указан Кирилл Философ.